# Челах, Владислав Валерьевич
Владислав Валерьевич Че́лах (род. 8 октября 1992, Караганда) — рядовой погранслужбы Казахстана, осуждённый пожизненно за массовое убийство сослуживцев. Рядовой личного состава пограничного поста Арканкерген, расположенного в горном районе на границе Казахстана с Китаем, где, согласно обвинениям, в период с 28 по 30 мая 2012 года совершил убийство 14 пограничников и гражданского лица — егеря; с целью сокрытия преступления, совершил поджог хозяйственных построек поста и 14 тел убитых им пограничников.

## Биография
Владислав Валерьевич Челах родился 8 октября 1992 года в Караганде (Казахстан) в семье железнодорожника. У Челаха имеются младшая сестра и брат, родившийся незадолго до призыва Владислава в армию.
Владислав Челах окончил девять классов городской школы № 54, после чего поступил в карагандинскую профессиональную школу № 21, где в 2011 году получил квалификацию помощника машиниста третьего разряда. По словам отца Челаха, его сын хорошо учился в школе и техникуме, мечтал стать машинистом электровоза и служить в погранвойсках.

### Военная служба
В возрасте 19 лет, в ноябре 2011 года Челах был призван в пограничную службу Комитета национальной безопасности (КНБ) Казахстана. Весной 2012 года рядовой был приписан к посту «Арканкерген» («Горный») погранзаставы «Сары-Боктер» (каз. Сары бөктер) в Алакольском районе Алматинской области Казахстана, на границе с Китаем. Сообщалось, что данный пост работал только в летнее время и занимался предотвращением незаконного сбора лекарственных трав гражданами КНР. По словам его родителей, во время службы их сын не жаловался на дедовщину и собирался в июне 2012 года отправиться в отпуск, чтобы повидаться с семьёй.

## Преступление
30 мая 2012 года пост «Арканкерген» не вышел на связь. Прибывшие туда сотрудники погранзаставы обнаружили сгоревшее здание казармы, в котором были найдены тела 13 пограничников. Позднее был найден труп ещё одного военнослужащего (всего на посту должны были находиться 15 сотрудников погранслужбы КНБ), а также труп егеря, жившего неподалёку. По данным агентства «Хабар», ЧП произошло в ночь на 28 мая. В прессе была озвучена версия, согласно которой военнослужащие погибли во сне во время пожара. Это предположение в начале июня подтвердил директор КНБ Казахстана Нуржан Мырзалиев: по сведениям силовиков, огнестрельное ранение было только у погибшего егеря. Вместе с тем в тот же период некоторые СМИ выдвинули иную версию произошедшего: в частности, ИА Regnum со ссылкой на «информированный источник», сообщало, что военнослужащие погранпоста, «возможно, были убиты, есть вероятность, что застрелены». Приводилась также версия со ссылкой на источники местных СМИ, согласно которой «кто-то напоил пограничников алкоголем со снотворным». Однако в останках военнослужащих и егеря охотничьего хозяйства экспертиза следов алкоголя не обнаружила.
Данное происшествие сразу получило широкий резонанс в Казахстане. Выдвигались две версии произошедшего: нападение на пост со стороны местных жителей, контрабандистов или профессиональных боевиков, либо расправа на почве неуставных отношений. Уже 1 июня президент Республики Нурсултан Назарбаев назвал произошедшее терактом «в результате внутренних конфликтов».
Челах стал единственным уцелевшим служащим погранпоста. 5 июня 2012 года он, по одной из версий, был обнаружен в ходе поисков на одной из зимовок: в прессе сообщалось, что он был одет в гражданскую одежду. По другим сведениям, опубликованным в СМИ, солдат сам вышел к сгоревшему посту или ближайшему посёлку. Челах находился в шоковом состоянии и имел при себе пистолет убитого начальника заставы. Также сообщалось, что в день ЧП он являлся дежурным. В день задержания Челах сразу попал под подозрение в убийстве.
6 июня 2012 года в прессе появились сведения со ссылкой на источник в региональной администрации, согласно которым Челах сознался в убийстве сослуживцев и егеря. При этом не уточнялось, как он смог в одиночку убить 15 вооружённых людей. На следующий день прокуратура Казахстана официально объявила о сделанных Челахом признательных показаниях: по его словам, он убил сослуживцев, а затем устроил поджог. Мотивом преступления, по словам представителя прокуратуры, «послужили внутренние конфликты и необъяснимое состояние — помутнение сознания». При этом во время краткого свиданья с матерью Челах сказал ей, что не убивал сослуживцев.
13 июня 2012 года стало известно, что в связи с произошедшим на посту «Арканкерген» Мырзалиев подал в отставку с поста главы Погранслужбы.
25 июля того же года адвокат Челаха Тулеген Берликожанов сообщил, что его подзащитный отказался от признательных показаний, якобы данных под психологическим давлением. Челах стал утверждать, что на лагерь напали неизвестные.
1 октября 2012 года Челаху были официально предъявлены обвинения по восьми статьям уголовного кодекса Казахстана: убийство 2-х и более лиц, кража (при задержании у него изъяли фотоаппарат, ноутбук и некоторые другие предметы), похищение и незаконное хранение оружия, повреждение военного имущества (поджог казармы), дезертирство, похищение документов с грифом «секретно» (а именно карты госграницы).

## Приговор
11 декабря 2012 года суд признал Владислава Челаха виновным в убийстве 15 человек на посту «Арканкерген» и приговорил его к пожизненному заключению с отбыванием наказания в колонии особого режима.
«Признать виновным ввиду отсутствия смягчающих обстоятельств, назначить наказание в виде пожизненного лишения свободы в колонии особого режима», — сказал судья специализированного межрайонного военного суда по уголовным делам Ербол Ахметжанов, зачитывая приговор.
Челах обвинялся в совершении преступлений, предусмотренных следующими статьями Уголовного кодекса Казахстана: 96 (Убийство) ч.2 п. «а, в, д, к, н», 172 (Незаконное получение, разглашение, распространение государственных секретов) ч. 1, 175 (Кража) ч. 2 п. «б», «в», 255 (Хищение либо вымогательство оружия, боеприпасов, взрывчатых веществ и взрывных устройств) ч.3 п."а", 251 (Незаконные приобретение, передача, сбыт, хранение, перевозка или ношение оружия, боеприпасов, взрывчатых веществ и взрывных устройств) ч.1, 387 (Умышленное уничтожение или повреждение военного имущества) ч. 2, 373 (Дезертирство) ч.2, 145 (Нарушение неприкосновенности жилища) ч.2.
С 5 марта 2013 года Челах содержится в учреждении УК 161/3 города Житикара, одной из двух в Казахстане колоний для пожизненно осуждённых, на тюремном жаргоне называемой «Чёрный беркут».

## Реакция комитета по правам человека ООН
29 ноября 2017 адвокат Челаха, Серик Сарсенов, заявил, что комитет ООН по правам человека рассмотрел дело Владислава Челаха и постановил, что солдат был лишён права на объективное и справедливое рассмотрение дела в связи с нарушениями в ходе следствия и суда.
«В сообщении ООН говорится, что Казахстан нарушил статью 14 международного Пакта о гражданских и политических правах и тем самым лишил Челаха права на справедливое, беспристрастное судебное разбирательство.» — С. Сарсенов.
Серик Сарсенов, адвокат Владислава Челаха, скончался 23 марта 2018 года, и дело в связи с решением Комитета ООН по правам человека пересматривалось в январе 2019 года уже после смерти Сарсенова. 22 января 2019 года судебная коллегия по уголовным делам Верховного суда РК оставила приговор Челаха без изменения.